# Avşar (Ağcabədi)
Avşar è un comune dell'Azerbaigian situato nel distretto di Ağcabədi. Conta una popolazione di 5 600 abitanti.